# Jacqueline Gauthier
Pour les articles homonymes, voir Gauthier.
Jacqueline Gauthier est une actrice française née à Paris (10e) le 7 octobre 1921 et morte à Paris (18e) le 18 septembre 1982.

## Biographie
Jeune actrice de théâtre, Jacqueline Gauthier débute cependant une carrière au cinéma, à la fin des années 1930. Au cours de la décennie suivante, elle tourne régulièrement ; puis se fait plus rare sur les écrans dans les années 1950, où elle apparait pour la dernière fois en 1956 dans La Terreur des dames de Jean Boyer.
Elle devient familière des téléspectateurs en apparaissant souvent dans l'émission Au théâtre ce soir, entre 1968 et 1980.
Elle se suicide à 60 ans le 18 septembre 1982 et est inhumée au cimetière des Batignolles (div. 17).

## Théâtre
- 1938 : Watteau de Marcelle Satias, théâtre Raymond-Duncan
- 1938 : La Belle au bois dormait encore de Pol Eber, Moulin-Vert
- 1938 : Le Coup de Trafalgar de Roger Vitrac, mise en scène Sylvain Itkine, théâtre des Ambassadeurs
- 1938 : Femmes de Clare Boothe, adaptation Jacques Deval, mise en scène Jane Marnac et Juliette Delannoy, théâtre Pigalle
- 1939 : Histoire de rire d'Armand Salacrou, mise en scène Alice Cocéa, théâtre des Ambassadeurs
- 1941 : La Tante Anna de Jacques Richard et André Saudemont, théâtre de l'Étoile
- 1941 : La Nuit de printemps de Pierre Ducrocq, mise en scène de l'auteur, théâtre Saint-Georges
- 1941 : Marché noir de Steve Passeur, mise en scène Camille Corney, théâtre Édouard VII
- 1941 : Tout n'est pas noir d'André Birabeau, mise en scène Robert Blome, théâtre Daunou
- 1942 : Dans sa candeur naïve de Jacques Deval, mise en scène Marcel Vergne, théâtre Daunou
- 1942 : Son voile qui volait de V Solt et Bekely, adaptation Michèle Lahaye, théâtre Antoine
- 1943 : Rêves à forfait de Marc-Gilbert Sauvajon, théâtre Daunou
- 1943 : Moumou de Jean de Letraz, théâtre du Palais-Royal
- 1946 : Bonne Chance Denis de Michel Duran, mise en scène Raymond Rouleau, théâtre de l'Œuvre
- 1948 : L'Extravagante Théodora de Jean de Létraz, mise en scène de l'auteur, théâtre des Capucines
- 1949 : L'École des dupes d'André Roussin, mise en scène de l'auteur, théâtre de la Michodière
- 1950 : Mon bébé de Maurice Hennequin d'après Baby mine de Margaret Mayo, mise en scène Christian-Gérard, théâtre de la Porte-Saint-Martin
- 1950 : Pourquoi pas moi d'Armand Salacrou, mise en scène Jacques Dumesnil, théâtre Édouard VII
- 1950 : L'Amour truqué de Paul Nivoix, mise en scène Jacques Charon, théâtre de la Potinière
- 1951 : Guillaume le confident de Gabriel Arout, mise en scène Pierre Dux, théâtre de Paris
- 1951 : La Main de César d'André Roussin, mise en scène de l'auteur, théâtre des Célestins puis théâtre de Paris
- 1952 : Beaufils et Fils de Raoul Praxy, mise en scène Jacques Dumesnil, théâtre de la Potinière
- 1952 : Félix d'Henri Bernstein, mise en scène de l'auteur, tournée Karsenty et théâtre des Célestins
- 1953 : La Reine blanche de Pierre Barillet et Jean-Pierre Grédy, mise en scène Jean Meyer, théâtre Michel
- 1954 : Le Mari, la Femme et la Mort d'André Roussin, mise en scène Louis Ducreux, théâtre des Ambassadeurs puis théâtre des Célestins ; reprise en 1956
- 1956 : Le Prince endormi de Terence Rattigan, mise en scène Georges Vitaly, théâtre de la Madeleine
- 1957 : Ne quittez pas… de Marc-Gilbert Sauvajon et Guy Bolton, mise en scène Marc-Gilbert Sauvajon, théâtre des Nouveautés
- 1957 : L'École des cocottes de Paul Armont et Marcel Gerbidon, mise en scène Jacques Charon, théâtre des Arts
- 1958 : Les Pieds au mur de Jean Guitton, mise en scène Jean de Létraz, théâtre du Palais-Royal
- 1958 : La Petite Hutte d'André Roussin, mise en scène de l'auteur, théâtre La Bruyère puis théâtre des Célestins et tournée Baret
- 1959 : L'Effet Glapion de Jacques Audiberti, mise en scène Georges Vitaly, théâtre La Bruyère
- 1959 : Mon ange de Solange Térac, mise en scène René Clermont, Comédie-Wagram
- 1960 : L'Effet Glapion de Jacques Audiberti, mise en scène Georges Vitaly, Théâtre royal du Parc, reprise au Théâtre La Bruyère en 1966[1]
- 1960 : Le Mariage de Monsieur Mississippi de Friedrich Dürrenmatt, mise en scène Georges Vitaly, théâtre La Bruyère
- 1961 : La Coquine d'André Roussin, mise en scène Jean Meyer, théâtre du Palais-Royal
- 1963 : La Crécelle de Charles Dyer, mise en scène Michel Fagadau, théâtre de la Gaîté-Montparnasse ; tournée en 1965
- 1967 : La Vie sentimentale de Louis Velle, mise en scène Michel Fagadau, théâtre des Ambassadeurs
- 1967 : La locandiera de Carlo Goldoni, Festival de Vaison-la-Romaine
- 1967 : Quarante carats de Pierre Barillet et Jean-Pierre Grédy, mise en scène Jacques Charon, théâtre de la Madeleine
- 1968 : Au théâtre ce soir : La Coquine d'André Roussin, mise en scène Bernard Dhéran, réalisation Pierre Sabbagh, théâtre Marigny
- 1968 : La Mégère apprivoisée de William Shakespeare
- 1969 : Occupe-toi d'Amélie de Georges Feydeau, mise en scène Jacques Charon, théâtre de la Madeleine
- 1970 : Au théâtre ce soir : Le Mari, la Femme et la Mort d'André Roussin, mise en scène Raymond Rouleau, réalisation Pierre Sabbagh, théâtre Marigny
- 1971 : La Logeuse de Jacques Audiberti, mise en scène Georges Vitaly, théâtre La Bruyère
- 1972 : Rendez-vous au plaza de Neil Simon, mise en scène Emilio Bruzzo, théâtre Saint-Georges
- 1973 : La Reine de Césarée de Robert Brasillach, mise en scène Jean-Laurent Cochet, théâtre Moderne
- 1974 : Le Mari, la Femme et la Mort d'André Roussin, mise en scène Louis Ducreux, théâtre Antoine puis théâtre des Célestins et  tournée Herbert-Karsenty
- 1975 : La Balance de Claude Reichman, mise en scène René Clermont, théâtre Fontaine
- 1976 : Le Séquoïa de George Furth, mise en scène Jacques Mauclair, théâtre de l'Athénée
- 1976 : Au théâtre ce soir : Une femme presque fidèle de Jacques Bernard, mise en scène Jacques Mauclair, réalisation Pierre Sabbagh, théâtre Édouard VII
- 1977 : Au théâtre ce soir : Le Séquoïa de George Furth, mise en scène Jacques Mauclair, réalisation Pierre Sabbagh, théâtre Marigny
- 1977 : De qui sont-ce les manches ? de Jean-Jacques Varoujean, mise en scène Roland Monod, Petit Odéon
- 1978 : Boulevard Feydeau : Feu la mère de madame et On purge bébé de Georges Feydeau, mise en scène Raymond Gérome, théâtre des Variétés
- 1978 : Au théâtre ce soir : Le Sac d'André Lang, mise en scène Jacques Ardouin, réalisation Pierre Sabbagh, théâtre Marigny
- 1979 : Comédie pour un meurtre de Jean-Jacques Bricaire et Maurice Lasaygues, mise en scène Dominique Nohain, théâtre Tristan-Bernard
- 1979 : Remarie-moi de Nicole de Buron, mise en scène Michel Roux, théâtre Daunou
- 1980 : Sacrée Famille de Sandro Key-Aberg, adaptation Maurice Gravier et Jacques Robnard, mise en scène André Villiers, théâtre en Rond
- 1980 : Reviens dormir à l'Élysée de Jean-Paul Rouland et Claude Olivier, mise en scène Michel Roux, Comédie-Caumartin ; reprise en tournée en 1982
- 1980 : Au théâtre ce soir : Comédie pour un meurtre de Jean-Jacques Bricaire et Maurice Lasaygues, mise en scène Dominique Nohain, réalisation Pierre Sabbagh, théâtre Marigny

## Filmographie

### Cinéma
- 1938 : Vacances payées de Maurice Cammage
- 1939 : Louise de Abel Gance
- 1941 : Ce n'est pas moi de Jacques de Baroncelli
- 1941 : Premier rendez-vous de Henri Decoin
- 1942 : À vos ordres, Madame, de Jean Boyer
- 1942 : La Femme que j'ai le plus aimée de Robert Vernay
- 1942 : Huit Hommes dans un château de Richard Pottier
- 1942 : Le journal tombe à cinq heures de Georges Lacombe
- 1942 : Frédérica de Jean Boyer
- 1942 : Signé illisible de Christian Chamborant
- 1943 : Au bonheur des dames de André Cayatte
- 1943 : Feu Nicolas de Jacques Houssin
- 1943 : Le mort ne reçoit plus de Jean Tarride
- 1945 : L'assassin n'est pas coupable de René Delacroix
- 1945 : La Femme fatale de Jean Boyer
- 1945 : Sérénade aux nuages de André Cayatte
- 1946 : Les Aventures de Casanova de Jean Boyer
- 1946 : Tombé du ciel de Emil-Edwin Reinert
- 1947 : Les Maris de Léontine de René Le Hénaff
- 1947 : Une nuit à Tabarin de Karel Lamač
- 1949 : Ève et le Serpent de Carlo Felice Tavano
- 1949 : Interdit au public de Alfred Pasquali
- 1950 : L'Extravagante Théodora de Henri Lepage : Brigitte Leprieur
- 1950 : Le Clochard milliardaire de Léopold Gomez
- 1950 : Coq en pâte de Carlo Felice Tavano
- 1950 : Ils ont vingt ans de René Delacroix
- 1951 : La Plus Belle Fille du monde de Christian Stengel
- 1952 : Elle et moi de Guy Lefranc
- 1956 : La Terreur des dames de Jean Boyer

### Télévision
- 1975 : Le Bel indifférent de Jean Cocteau , mise en scène Jean Marais, réalisation Jacques Duhen

### Radio
- 1977 - Le langage des amoureux, de Bernard Da Costa Les tréteaux de la nuit. France Inter, Réalisateur Georges Gravier, avec Yves Vincent, Jacqueline Gauthier Jacques Ferrière Georges Lucas Yann Collette Jean Amos Julien Thomast Alain Pelier Gilles Guillot Dominique Paquet Maria May Marie-Anne Leverbe